# Koma (langue)
Pour les articles homonymes, voir Koma.
Le koma (ou kuma) est une langue de l'Adamaoua du groupe Duru parlée au Cameroun dans la Région du Nord, le département du Faro et l'arrondissement de Beka, au nord-ouest de Tchamba, dans les monts Atlantika, le long de la frontière avec le Nigeria, par le peuple Koma.
Le nombre de locuteurs était estimé à 3 000 en 1984.